# 樋口恵子
樋口 恵子（ひぐち けいこ、1932年〈昭和7年〉5月4日 - ）は、日本の評論家。東京家政大学名誉教授。高齢社会をよくする女性の会理事長。
父は考古学者の柴田常恵。広く首都圏各自治体主催の講演会などで活動。男女共同参画審議会のメンバーの一人。

## 経歴
- 東京生まれ。都立第十高等女学校（現：東京都立豊島高等学校）を結核で中退後、東京女子高等師範学校附属新制高校（現：お茶の水女子大学附属高等学校）を経て1956年、東京大学文学部美学美術史学科卒業。在学中、同大新聞研究所で特別研究生としてジャーナリズムを研究。時事通信社、学習研究社、キヤノン勤務ののち、1971年、フリーの評論家となり、女性問題、福祉、教育の分野で評論活動を行う。1986年から2003年まで、東京家政大学教授を務めた。
- 1989年度の日本女性放送者懇談会賞を受賞する[3]。
- 2003年4月13日、民主党副代表の円より子から要請を受け、2003年東京都知事選挙に出馬。選挙戦で自身と同い年の現職石原慎太郎を「軍国おじさん」、自らを「平和ボケばあさん」と称し、生活者ネットや社民党、みどりの会議からも支援を受け、反石原色を鮮明にして戦ったが、落選。

## 人物
- 2005年に業界の風雲児と持て囃されていた当時のライブドア社長・堀江貴文がニッポン放送の株式を時間外取引で取得した際には、それを強く支持していた。
- 2009年に逮捕された村木厚子・厚生労働省雇用均等・児童家庭局長（のちに事件は検察官の捏造であることが判明した）について、「無実の村木厚子さんの解放を求めます」との声明を発表した。
- 元共同通信記者で創価大学・東京女子大学教授、日本ジャーナリスト会議副議長を務めた新井直之と事実婚の関係にあった。
- 2010年8月14日放送の「パックインジャーナル」にて、同年8月10日に発表された菅直人内閣総理大臣談話について、「（日本が韓国を植民地支配していた）事実に関して、節目ごとに36回でも、100回でも謝り続けて100年友好状態を続けていくと日韓の歴史も変わって行くだろうと思う。」と語った。また、総理談話発表に際して「ひとつ心配なのは（民主党内で）60歳代の人はやろうと言ったが、若い50歳代、40歳代の人が総理談話に疑問を持っていたということ。」と語り、世代間で歴史認識に対する考え方が違うことを危惧している。この意見に対して一緒に出演していた横尾和博は「（50歳代、40歳代の人は）歴史の勉強を全然してないのだろう」、立教大学教授の山口義行は「松下政経塾の固まった教育のせい」と分析した。ホスト役である愛川欽也は特に山口の意見に同調している。
- 同じ2010年8月14日放送の「パックインジャーナル」にて、自民党の55年体制での教育行政を批判し、「自民党の教育行政の一番悪かったことは若い人に現代史を教えてこなかったこと。高校の歴史教育で明治維新以降の歴史を教えず素通りするからオウム真理教のような人が出てくる」と語り「せっかく民主党政権になったのだから」と教育改革への期待を述べた。
- 選択的夫婦別姓制度導入を支持[4]。「家族の絆が壊れるとかいう反対派がいるが、時代と家族の実態は変わり、夫婦別姓でもお姑さんと仲のいい人がいる」と述べている。
- 80歳を超えても著作の発表やテレビ番組出演を続け、持論を展開。老いてもなお意気軒昂な様子を見せる。2022年には90歳となったが、同年4月には新著『どっこい生きてる90歳 老～い、どん! 2』（婦人之友社、ISBN 4829209747）を刊行。同年7月には「桂文珍の演芸図鑑」（NHK総合）に出演するなど[5][6]、現役の評論家として健在ぶりを示している。

## 出演番組
- 愛川欽也パックイン・ジャーナル（朝日ニュースター）
- ウェークアップ!（読売テレビ、レギュラコメンテーター）

## 著書
- 姑とつきあう本 お嫁に行って困らない 主婦の友社, 1973
- 私の青春ノート 愛のメッセージ ポプラ社, 1974
- 親の出る幕 自信のある親になるために 文化出版局, 1977　のち光文社文庫
- 親と子の距離を考える 明治図書出版, 1978
- 女の子の育て方 愛と自立への出発 文化出版局, 1978　のち光文社文庫、学陽書房女性文庫
- 女の生き方 人生80年時代を考える 文化出版局, 1979
- たった一度の女の人生 待つ女から行動する女へ 海竜社, 1979　のち光文社文庫
- 愛しきは老い 文学の中の老人たち PHP研究所, 1979
- 悪態のすすめ 日本書籍, 1980
- 女の人生七転び八起き 海竜社, 1980
- 育児は育自・教育は共育 明治図書出版, 1981
- ママ堂々としているよ 母と娘のふ・れ・あ・い学 自由現代社, 1982　のち光文社文庫
- 女の人間関係学 人生八十年時代を豊かに生きる 海竜社, 1982
- 共働きの子育て 共働きは非行の温床か フレーベル館, 1984
- 老い方の上手な人下手な人 海竜社, 1986
- 私の老い構え 元気に老いる女の十六章 文化出版局, 1987
- 女の人生いつでもスタートライン 有斐閣, 1987
- 他人が見える教育 明治図書出版, 1987
- 主婦が変わる時 海竜社, 1987
- 私のはいりたい老人ホーム ゆとりと安心の場 全国社会福祉協議会・老人福祉施設協議会, 1988
- ローバは一日にして成らず。人生八十年いろはがるた 文化出版局, 1989
- 有料老人ホームを買う 新芸術社, 1989
- 四十代からの老い支度 海竜社, 1989
- シングル家庭の子育て論 明治図書出版, 1989
- 女と男の老友学 労働旬報社, 1990
- こんなふうに老いたい 共遊び共学び共老い人生のすすめ 海竜社, 1992
- 外に出ながら老人介護。人生八十年いろはがるた 文化出版局, 1992
- 高齢化社会へのパスポート 30代から読む あなたもいっしょにイメージしてみませんか? 草土文化, 1992
- サザエさんからいじわるばあさんへ 女・子どもの生活史 ドメス出版, 1993
- 老いて甲斐あり生きて甲斐あり 女の老いは自分次第 海竜社, 1994
- 人間関係の上手な人下手な人 人生八十年時代の血縁、地縁、職縁、結縁 海竜社, 1994
- 過ぎてしまえば短い一生。 人生八十年いろはがるた 文化出版局, 1994
- わたしたちにできるボランティア 岩崎書店, 1996
- 私は13歳だった 一少女の戦後史 筑摩書房・ちくまプリマーブックス, 1996
- 生き上手は老い上手 チェンジ、チャンス、チャレンジでチャーミングに生きる 海竜社, 1996
- 50代・女ざかりと男の自立 文化出版局, 1997
- みんなで創る一人ひとりが支える高齢社会 ミネルヴァ書房, 1998
- 樋口恵子の元気が出る老い方 海竜社, 1999
- 対談・家族探求 樋口恵子と考える日本の幸福 中央法規出版, 1999
- 幸年期 人生後半勝負どき 実業之日本社, 1999
- ワガママなバアサンになって楽しく生きる 大和書房, 1999
- 午後咲く花 すてきに、不敵に 文化出版局, 2001
- 盛年 老いてますます… 学陽書房, 2001
- チャレンジ 「平和ボケおばさん」七十歳の熱き挑戦 グラフ社, 2003
- 祖母力 新水社, 2006
- 女一生の働き方―貧乏ばあさん（ＢＢ）から働くハッピーばあさん（ＨＢ）へ 海竜社, 2010
- 大介護時代を生きる 中央法規出版, 2012
- 人生100年時代への船出 ミネルヴァ書房, 2013
- その介護離職、おまちなさい 潮出版社, 2017
- 老いの福袋 - あっぱれ! ころばぬ先の知恵88 中央公論新社, 2021
- 老～い、どん! あなたにも「ヨタヘロ期」がやってくる 婦人之友社, 2021
- どっこい生きてる90歳 老～い、どん! 2  婦人之友社, 2022
- 90歳になっても、楽しく生きる 大和書房, 2022
- 老いの地平線 91歳 自信をもってボケてます 主婦の友社, 2023
- 老いの上機嫌 - 90代！　笑う門には福来る 中央公論社, 2024
- 91歳、ヨタヘロ怪走中！ 婦人之友社, 2024

## 編著・共著
- こうすれば女子社員を戦力化できる 管理者と男子社員のために 吉武輝子,貴島操子共著 実務教育出版, 1970
- 女性の適職 仕事とわたし （編）啓隆閣, 1973
- あしたの女たちへ 女の生きがい働きがい論（編著）学陽書房, 1977
- 各国「女性」事情 愛と性と自由と （編著）学陽書房, 1981
- 女が生きる職業 1-3　共編 筑摩書房, 1982
- 高齢化社会と女性 島田とみ子共編 中央法規出版, 1983
- さあこい!老後 知恵と常識 （編）亜紀書房, 1985
- 日本男性論 （共著）三省堂, 1986
- 有料老人ホームどこが居よいか住みよいか 袖井孝子共著 岩波ブックレット, 1986
- 爆談トーク「女たちの最前線」 上野千鶴子共著 ウイメンズブックストア松香堂, 1990
- われら有料老人ホーム探険隊 高齢化社会をよくする女性の会有料老人ホーム研究会（編）亜紀書房, 1991
- がんばれ女性の<食>業おこし 女性起業の完全ガイド あだちゆきこ共編著 農山漁村文化協会, 1995
- 地域で看るみんなで看とる 女性が進める介護の社会化（編）ミネルヴァ書房, 1996
- 介護が変われば老後も変わる （編）ミネルヴァ書房, 1997
- わたしの更年期事情 女50代からの生き方革命（編）旬報社, 1998
- 介護が変わるみんなで変える（編）ミネルヴァ書房, 1999
- 介護保険で拓く高齢社会 （編）ミネルヴァ書房, 2000
- 地域でとりくむみんなで育てる介護保険（編）ミネルヴァ書房, 2001
- 私のまちの介護保険 地方での取り組み実践例（編著）ミネルヴァ書房, 2001
- しがらみを捨ててこれからを楽しむ 人生のやめどき 上野千鶴子共著 マガジンハウス, 2020
- 最期はひとり　80歳からの人生のやめどき (マガジンハウス新書)  上野千鶴子共著 マガジンハウス, 2023
- 人生100年時代を豊かに生きる　ヨタヘロしても七転び八起き 坂東眞理子共著 ビジネス社, 2023
- うまく老いる 楽しげに90歳の壁を乗り越えるコツ (講談社+α新書) 和田秀樹共著 講談社，2024

## 翻訳
- 女と男はどうつくられる? 能力と意欲を育てるもの エスター・グリーングラス 三笠書房, 1985
- 沈黙の季節 更年期をどう生きるか ゲイル・シーヒー 飛鳥新社, 1993

## 補注
- 2001年7月、第19回参議院議員通常選挙の比例代表区に民主党から立候補し落選した樋口恵子（1951年生まれ、元町田市議会議員、DPI女性障害者ネットワークの設立者）は別人。